# 波多野元清
波多野 元清（はたの もときよ）は、戦国時代の武将。室町幕府10代将軍・足利義稙から偏諱を受け、稙通（たねみち）と名乗り、室町幕府の評定衆にも列せられたとされるが、稙通という名や評定衆就任の事実は一次史料では見られない。

## 生涯
波多野清秀の子として誕生した。
初め仙甫寿登の弟子となり名を寿浩、号を養賢と名乗ったが、15歳の時に波多野氏を継ぐことになり還俗したという。
父・清秀が永正元年（1504年）6月24日に没した後、9月の薬師寺元一の乱の討伐に参加する。細川政元暗殺後の細川澄元と細川高国の争いでは、高国方に転じている。
永正5年（1508年）6月には多紀郡の酒井氏を酒井合戦で破り、7月には中沢（長沢）元綱を福徳貴寺で戦死させ、波多野氏を丹波有数の勢力へと発展させた。また、細川高国から信頼を得て、長弟の香西元盛は永正4年（1507年）に死去した香西元長の名跡を、同じく次弟の柳本賢治は永正17年（1520年）に死去した柳本長治の名跡を継いでいる。
大永6年（1526年）、香西元盛が細川尹賢の讒言を信じた細川高国に殺害されると、柳本賢治と共に細川晴元に呼応して蜂起し、攻め寄せてきた高国方の軍を破る。翌大永7年（1527年）には病を患っていたようで、当初は賢治と子の秀忠のみが上洛しており、桂川原の戦いにも不参加だった可能性がある。
享禄3年（1530年）に病没した。